# Rudolf von Bitter der Jüngere

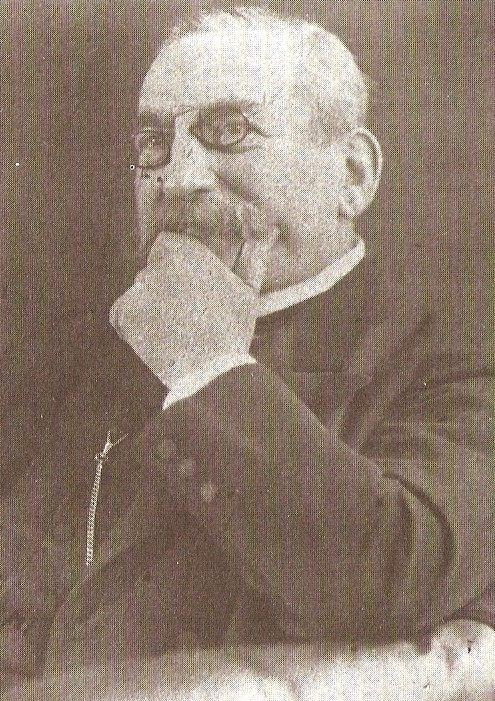
Rudolf v. Bitter d. J.

Rudolf von Bitter (* 8. Januar 1846 in Merseburg; † 4. Januar 1914 in Charlottenburg) war ein deutscher Richter, Ministerialbeamter und Abgeordneter in Preußen.

## Leben
Er war Sohn von Rudolf v. Bitter d. Ä., dem Präsidenten der königlich preußischen Seehandlung, und seiner Frau Anna geb. Nauen (1819–1885). Als König von Preußen erhob Wilhelm I. Vater Rudolf mit allen Nachkommen am 5. März 1880 in den preußischen Adel.
Bitter studierte an der Friedrich-Wilhelms-Universität zu Berlin (1862–1866), der Rheinischen Friedrich-Wilhelms-Universität Bonn und der Universität Lausanne Rechtswissenschaft und Staatswissenschaft. Ab 1865 war er Angehöriger des  Corps Palatia Bonn und des Corps Marchia Berlin. Er war Soldat im Deutsch-Französischen Krieg. 1872 wechselte er nach den Examen in den Verwaltungsdienst. 1873 kam er als Regierungsassessor zur Regierung in Posen und zum Oberpräsidium der Provinz Posen. Im Jahr 1875 wurde er zum Landrat im Landkreis Waldenburg (Schles) ernannt. Von 1879 bis 1888 saß er im Preußischen Abgeordnetenhaus. Er war Mitglied der Freikonservativen Fraktion. Bitter wechselte 1882 von dem Landratsamt in Waldenburg als Geh. Regierungsrat und vortragender Rat ins preußische Innenministerium. Ab 1888 war er Regierungspräsident des Regierungsbezirks Oppeln. Im Jahr 1898 kehrte er als Ministerialdirektor ins Innenministerium zurück.
1899 wurde Bitter Oberpräsident der Provinz Posen und stellvertretender Vorsitzender der Preußischen Ansiedlungskommission. 1902 wurde er als Wirkl. Geh. Rat charakterisiert. Ab 1903 war er außerdem Mitglied des Aufsichtsrates der Henckel von Donnersmarck-Hüttenwerke. 1905 wurde er Präsident der Reichsschuldenverwaltung, 1907 Präsident des Oberverwaltungsgerichts. 1909 war er Mitglied der Immediatkommission zur Verwaltungsreform. Außerdem war er Kronsyndikus. Ab 1910 gehörte er dem Preußischen Herrenhaus an. Bitter war auch stellvertretender Präsident der Deutschen Kolonialgesellschaft sowie Bearbeiter und erster Herausgeber des Handwörterbuchs der preußischen Verwaltung.
Bitter heiratete nach seinen Examen am 5. Oktober 1872 in Berlin Marie Hegel (* 21. Mai 1848 in Berlin; † 27. November 1925 in Hirschberg, Provinz Niederschlesien), die Nichte des Historikers Karl von Hegel (1813–1901) und Tochter des Juristen Immanuel Hegel (1814–1891), Konsistorialpräsident der Provinz Brandenburg und Sohn des Philosophen Georg Wilhelm Friedrich Hegel (siehe hierzu: Familie Hegel), und der Friederike von Flottwell. Der Staatsbeamte und Wirtschaftsfunktionär Rudolf von Bitter (1880–1957) war sein Sohn.

## Schriften
- Die Gemeindeverfassungsgesetze für die Rheinprovinz mit den neuen Verwaltungsgesetzen. Verlag Heymann, Berlin 1887; Ergänzungsband zur Reihe: M. von Brauchitsch (Hrsg.): Die neuen preußischen Verwaltungsgesetze.
- Handwörterbuch der Preussischen Verwaltung. 1. Auflage. Rossberg’sche Verlags-Buchhandlung, Leipzig 1906.